# Andrzej Motyka
Andrzej Motyka (ur. 15 kwietnia 1971 w Bytomiu, zm. 19 lutego 2011 tamże) – polski piłkarz, grający na pozycji pomocnika.

## Życiorys
Był wychowankiem Silesii Miechowice. Grał również w młodzieżowej drużynie Górnika Zabrze, z którą w 1989 roku zdobył mistrzostwo Polski. Latem 1990 roku przeszedł do Szombierek Bytom. W klubie tym grał do 1997 roku, a w sezonie 1992/1993 rozegrał w jego barwach 29 meczów w I lidze. W dalszych latach grał w klubach z niższych lig. Piłkarską karierę zakończył w 2004 roku w Orle Miedary.
W latach 2007–2010 był trenerem Orła Miedary. Trenował także drużyny młodzieżowe Szombierek Bytom. Zmarł w 2011 roku.

## Statystyki ligowe
| Sezon         | Klub                        | Liga     | Mecze | Gole |
| ------------- | --------------------------- | -------- | ----- | ---- |
| 1990/1991     | Szombierki Bytom            | II liga  | 17    | 0    |
| 1991/1992     | Szombierki Bytom            | II liga  | 29    | 2    |
| 1992/1993     | Szombierki Bytom            | I liga   | 29    | 0    |
| 1993/1994     | Szombierki Bytom            | II liga  | 29    | 1    |
| 1994/1995     | Szombierki Bytom            | II liga  | 22    | 0    |
| 1995/1996     | Szombierki Bytom            | II liga  | 24    | 0    |
| 1996/1997     | Szombierki Bytom            | II liga  | 23    | 1    |
| 1997/1998 (j) | Polonia/Szombierki II Bytom | III liga | ?     | ?    |
| 1999/2000 (w) | Aluminium Konin             | II liga  | 0     | 0    |
| 2000/2001     | Szombierki Bytom            | IV liga  | ?     | ?    |
| 2001/2002     | Szombierki Bytom            | IV liga  | ?     | ?    |
| 2003/2004     | Szombierki Bytom            | IV liga  | ?     | ?    |
| 2004/2005 (j) | Orzeł Miedary               | klasa A  | ?     | ?    |